# Turistická značená trasa 7220
 Turistická značená trasa 7220 je 8,5 km dlouhá žlutě značená trasa Klubu českých turistů v okrese Trutnov spojující Spálený Mlýn a chatu Jelenku. Převažující směr je zpočátku severní a posléze západní. Trasa se nachází na území Krkonošského národního parku.

## Průběh trasy
Počátek trasy se nachází na rozcestí u parkoviště ve Spáleném Mlýně. Rozcestím prochází rovněž modře značená trasa 1813 z Pece pod Sněžkou k maloúpskému kostelu a zeleně značená trasa 4250 rovněž z Pece pod Sněžkou do Horního Maršova. S ní vede trasa 7220 z počátku východním směrem v souběhu na okraj zástavby. Poté se stáčí na sever a již samostatně sleduje asfaltovou komunikaci stoupající východním svahem Krakonošova údolí. Komunikace vede střídavě okrajem lesního masívu Dlouhého hřebene. V lese u horního zakončení Krakonošova údolí vstupuje do souběhu s červeně značenou Cestou bratří Čapků přicházející z Trutnova a společně vedou k osadě obklopující místní kostel svatého Petra a Pavla. Na zdejším rozcestí souběh končí a Cesta Bratří Čapků pokračuje na Pomezní Boudy. Zároveň zde končí i modře značená trasa 1813 přicházející sem ze Spáleného Mlýna alternativní trasou.
Trasa 7220 klesá severním směrem k Rennerovu potoku, překračuje jej a lesem stoupá na horní okraj luční enklávy Rottrovy Boudy s vyhlídkovým bodem na masív Sněžky. Připojuje se na cestu obsluhující enklávu a posléze na asfaltovou komunikaci a lesem a posléze loukou vede přes osadu Černá Voda na Pomezní Boudy. Zde překračuje silnici II/252, mění směr na západní a po asfaltové komunikaci (tzv. Žlutá cesta) pokračuje Smrčinnou strání. Cestou překračuje několik potoků včetně Malé Úpy. Uprostřed stráně se nachází rozcestí se zeleně značenou trasou 4205 sestupující k autobusové zastávce v lokalitě Za Větrem. Trasa 7220 začíná stoupat lesem stále jako asfaltová komunikace, překračuje Soví potok a končí u turistické chaty Jelenka v blízkosti polských hranic na rozcestí s červeně značenou Cestou česko-polského přátelství sledující hlavní hřeben Krkonoš, s ní souběžně vedoucí polskou modře značenou trasou a zde výchozí zeleně značenou trasou 4246 směr jižní svah Sněžky.

## Historie
- Trasa 7220 měla v období kolem roku 2000 pokračování ze Spáleného Mlýna proti proudu Jeleního potoka do Lvího dolu a dále kolem Jelení hory a přes Žacléřské Boudy k autobusové zastávce v lokalitě Za Větrem. Dnes už tento úsek neexistuje, ale je využíván cyklotrasou K25.[3]

- Ještě dříve nezačínala trasa 7220 v centru Spáleného Mlýna, ale na rozcestí se zeleně značenou trasou 4250 jihovýchodně od něj v lese nad čp. 25. Z tohoto rozcestí vedla severním směrem po dnes již neznačené pěšině a na současnou trasu se napojovala v prostoru křížení vedení vysokého napětí v blízkosti chaty Blesk (čp. 110).

- Od chaty Jelenka pokračovala dříve trasa 7220 jižním úbočím Obřího hřebenu na rozcestí v jižním svahu Sněžky. Tento úsek byl přeznačen zeleně trasou 4246.[4]

- Název Žlutá cesta nese v současnosti úsek trasy 7220 mezi Pomezními Boudami a Jelenkou. Tvoří východní část historické cesty s německým názvem Faltis Weg. Západní část této cesty tvoří úsek Jelenka - Sněžka dnešní Cesty česko-polského přátelství.[5] K přejmenování došlo v období po druhé světové válce a odsunu původního německého obyvatelstva.

## Turistické zajímavosti na trase
- Čertův Mlýn – zmenšenina mlýna s pohádkovými postavami
- Kostel svatého Petra a Pavla v Malé Úpě
- Vyhlídkový bod na Rottrových Boudách
- turistická chata Jelenka